# Oracle Linux
Oracle Linux (voorheen Oracle Enterprise Linux) is een Linuxdistributie van Oracle gebaseerd op Red Hat Enterprise Linux. De eerste versie verscheen op 26 oktober 2006. Het wordt gratis verspreid, maar voor ondersteuning moet een klantencontract worden afgesloten.

## Versies

### Oracle Linux 6.5
Oracle Linux 6.5 bevatte drie kernelsets:
- Unbreakable Enterprise Kernel Release 2 (2.6.39 voor x86)
- Unbreakable Enterprise Kernel Release 3 (3.8.13 voor x86_64)
- Red Hat Compatible Kernel (2.6.32 voor x86 en x86_64)

### Oracle Linux 7
Oracle Linux bevat Unbreakable Enterprise Kernel Release 3. Versie 7.0 werd uitgebracht op 27 juli 2014. Vanaf versie 7.6 (november 2018) werd OL ook beschikbaar voor ARM64-gebaseerde processors.

### Oracle Linux 8
Versie 8 verscheen op 18 juli 2019 en biedt ondersteuning voor x86-64 en ARM64-gebaseerde processors. Nieuwe functies zijn onder meer:
- Application Streams, waarin gebruikerscomponenten vaker geüpdatet kunnen worden dan de kernelementen van het besturingssysteem.
- Verbeteringen aan het beheer van het besturingssysteem
- Verbeteringen aan de kernel
- Nieuwe container-tools en hulpmiddelen voor virtualisatie
- Verbeteringen aan het bestandssysteem en opslagfuncties
- Aanvullingen op Identity Management
- Verbeterde beveiliging